# Shuffle (danse)
Pour les articles homonymes, voir Shuffle.
Le shuffle, ou shuffle dance, ou african shuffle, est une danse d'esclaves des plantations américaines. Fusionnant avec la gigue irlandaise, elle est à l'origine des claquettes.

## Historique
Comprenant que leurs esclaves arrivent à communiquer par le rythme des tambours, les propriétaires leur interdisent l'usage des tambours. Par ailleurs, les révoltes d'esclaves trouvant un levier avec les pratiques magiques (vaudou) et préoccupant toute la société esclavagiste, les autorités religieuses vont jusqu'à voir de la sorcellerie dans les pas de danses croisées et les interdisent aussi. Les esclaves inventent alors un nouveau langage. Ils reproduisent leurs complexes rythmes ancestraux en traînant (shuffling) leurs pieds.
Dans le sud, ces danseurs sont bientôt appelés des levee dancers.
À l'occasion de compétitions, leurs danses se combinent avec celles d'immigrants d'origine irlandaise, écossaise et anglaise. C'est dans le quartier de Five Points, à New York, dans les années 1830, que le shuffle et la gigue irlandaise fusionnent pour donner naissance au buck and wing. Celui-ci évolue jusqu'à devenir dans les années 1900-1920 les claquettes modernes, dont un pas de base se nomme le shuffle.